# Acanalonia albacosta
Acanalonia albacosta är en insektsart som beskrevs av Caldwell 1947. Acanalonia albacosta ingår i släktet Acanalonia och familjen Acanaloniidae. Inga underarter finns listade i Catalogue of Life.